# Yannic Fötschl
Yannic Fötschl (* 20. Februar 2003) ist ein österreichischer Fußballspieler.

## Karriere
Fötschl begann seine Karriere beim USK Anif. Im Dezember 2015 wechselte er zum SV Grödig. Zur Saison 2018/19 schloss er sich dem SV Kuchl an. In der Winterpause rückte er in den Kader der zweiten Mannschaft der Kuchler. In dieser zeigte er in der COVID-bedingt abgebrochenen Saison mit 13 Toren in 15 Einsätzen in der 1. Klasse auf. Zur Saison 2020/21 rückte er anschließend in den Kader der ersten Mannschaft der Salzburger. Im August 2020 debütierte er in der Regionalliga Salzburg. Insgesamt kam er zu 52 Regionalligaeinsätzen für das Team, in denen er 15 Tore machte.
Im Jänner 2023 wechselte Fötschl zum Ligakonkurrenten SV Austria Salzburg. Für die Austria absolvierte er zwölf Spiele in der Regionalliga Salzburg, ehe er in der Saison 2023/24 in der neu geschaffenen Regionalliga West zu 26 Einsätzen kam und dabei 13 Mal traf. Zur Saison 2024/25 wechselte der Offensivspieler zum Zweitligisten Floridsdorfer AC, bei dem er einen bis Juni 2025 laufenden Vertrag erhielt. Sein Debüt in der 2. Liga gab er im August 2024, als er am ersten Spieltag jener Saison gegen den SKN St. Pölten in der 77. Minute für Paolino Bertaccini eingewechselt wurde. Für Floridsdorf absolvierte er 13 Zweitligapartien, in denen er zweimal traf, ehe er sich im November 2024 das Kreuzband riss.
Zur Saison 2025/26 kehrte Fötschl zum SV Austria Salzburg zurück, der in seiner Abwesenheit in die 2. Liga aufgestiegen war.

## Persönliches
Sein Vater Andreas (* 1973) war ebenfalls Fußballspieler.